# Dubrave Donje
Dubrave Donje är en ort i Bosnien och Hercegovina.   Den ligger i entiteten Federationen Bosnien och Hercegovina, i den centrala delen av landet, 80 km norr om huvudstaden Sarajevo. Dubrave Donje ligger 295 meter över havet och antalet invånare är 3 811.
Terrängen runt Dubrave Donje är platt västerut, men österut är den kuperad.Runt Dubrave Donje är det ganska tätbefolkat, med 93 invånare per kvadratkilometer.. Närmaste större samhälle är Tuzla, 6,8 km norr om Dubrave Donje. 
Omgivningarna runt Dubrave Donje är en mosaik av jordbruksmark och naturlig växtlighet.